# Hey, Mamma!
Hey, Mamma! – utwór mołdawskiego zespołu SunStroke Project powstały w 2017 roku, pochodzący z albumu Hey Mamma. Jedna z najbardziej rozpoznawalnych piosenek grupy.

## Konkurs Piosenki Eurowizji
W 2017 roku po wygraniu eliminacji krajowych zespół został reprezentantem Mołdawii w 62. Konkursie Piosenki Eurowizji w Kijowie. 9 maja 2017 roku SunStroke Project wykonując utwór Hey Mamma zajął w półfinale 2. miejsce, zyskując 291 punktów. Tym samym zakwalifikowali się do finału gdzie otrzymali 374 punkty i ostatecznie zdobyli wysokie 3. miejsce spośród 26 międzynarodowych reprezentantów.
| Hey Mamma                 | Hey Mamma     | Hey Mamma     | Hey Mamma     |
| ------------------------- | ------------- | ------------- | ------------- |
| Singiel SunStroke Project |               |               |               |
| Wydany                    | 6 lutego 2017 | 6 lutego 2017 | 6 lutego 2017 |
| Gatunek                   | Electropop    | Electropop    | Electropop    |
| Długość                   | 2.59          | 2.59          | 2.59          |
| Wydawnictwo               | Ragoza Music  | Ragoza Music  | Ragoza Music  |

| Hey, Mamma!                     | Hey, Mamma!                                                       |
| Konkurs Piosenki Eurowizji 2017 | Konkurs Piosenki Eurowizji 2017                                   |
| ------------------------------- | ----------------------------------------------------------------- |
| Państwo                         | Mołdawia                                                          |
| Język                           | Angielski                                                         |
| Wykonawcy                       | Sergei Yalovitsky                                                 |
| Kompozytorzy                    | Anton Ragoza Mihail Cebotarenco Sergei Yalovitsky Sergey Stepanov |
| Autorzy tekstu                  | Alina Galetskaya                                                  |
| Akompaniament                   | Anton Ragoza Catarina Sandu Dana Markitan Helena Abegaz           |